# Tesoro di Pietroasele

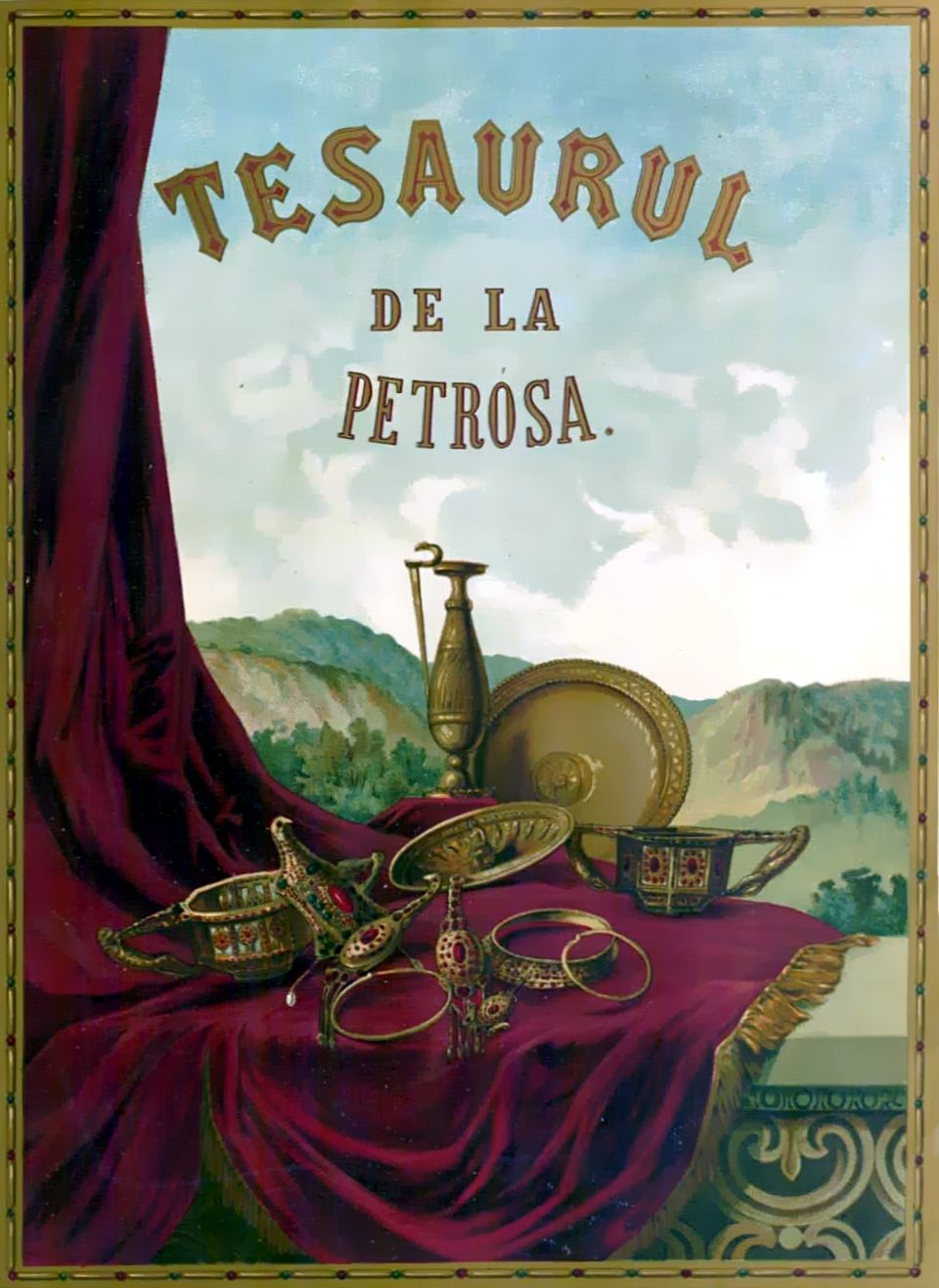
Il tesoro di Pietroasele

Il tesoro di Pietroasele (anche detto di Pietroasa, di Petroasa o di Petrossa), ritrovato nel 1837 a Pietroasele, Romania, risale al IV secolo ed è composto di ventidue oggetti gotici comprendenti alcuni manufatti in oro. È considerato uno dei migliori esempi di stile policromo di arte barbarica.

## Storia

### Origine
Cultura di Wielbark, inizio del III secolo
     Cultura di Černjachov, inizio del IV secolo
     Impero romano

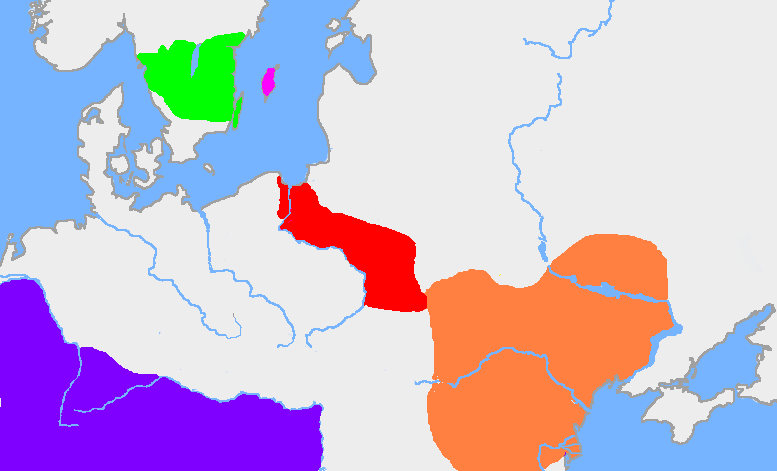
Cultura di Wielbark, inizio del III secolo
Cultura di Černjachov, inizio del IV secolo
Impero romano

Il tesoro originale, scoperto all'interno di un tumulo noto come Istrița, nei pressi di Pietroasele, Romania, consisteva di 22 pezzi, compreso un grande assortimento di oggetti in oro, piatti e coppe oltre alla gioielleria, e due anelli completi di iscrizioni runiche. Quando fu scoperto, gli oggetti erano tenuti insieme da un'inidentificata massa scura, il che porta a credere che il tesoro sia stato ricoperto da qualche genere di materiale organico (ad esempio tessuti o pelle) prima di essere interrato. Il peso totale del tesoro era di circa 20 kg.
Dieci oggetti, tra cui uno dei due anelli, furono rubati poco dopo il ritrovamento. Quando i restanti oggetti furono ritrovati, si scoprì che l'altro anello era stato tagliato in almeno quattro parti da un orafo di Bucarest, ed uno dei caratteri runici era irrimediabilmente rovinato. Fortunatamente sono sopravvissuti dei disegni dettagliati, un calco in gesso ed una fotografia fatta dall'Arundel Society di Londra, il che ha permesso di stabilire l'identità del carattere perduto con relativa sicurezza.
Gli oggetti rimasti nella collezione mostrano un'altra qualità dell'artigianato, tanto che gli studiosi dubitano che gli oggetti abbiano origini locali. Isaac Taylor (1879), in uno dei suoi primi lavori parla della scoperta, ipotizzando che gli oggetti potrebbero rappresentare parte di un bottino recuperato dai Goti durante le scorribande in Mesia e Tracia (238 – 251). Un'altra delle prime teorie, probabilmente la prima proposta da Odobescu (1889) e ripresa da Giurascu (1976), identifica Atanarico, re pagano dei Tervingi, come probabile originario proprietario del tesoro, presumibilmente acquisito grazie al conflitto con l'imperatore romano Valente nel 369. Il catalogo Goldhelm (1994) suggerisce l'ipotesi che gli oggetti possano essere visti come un regalo fatto dai capi romani ai principi germanici alleati.
Recenti studi mineralogici svolti sugli oggetti indicano almeno tre differenti origini geografiche per l'oro utilizzato: Urali meridionali, Nubia (Sudan) e Persia. L'ipotesi dell'origine Dacia per l'oro è stata esclusa. Nonostante Cojocaru (1999) rifiuti la possibilità che monete romane siano state fuse e forgiate per dare vita a questi oggetti, Constantinescu (2003) giunge alla conclusione opposta.
Una comparazione della composizione mineralogica, delle tecniche di fusione e forgia, ed analisi tipologiche indicano che l'oro venne usato per creare le iscrizioni runiche all'interno dell'anello, classificate come celto-germaniche, non è puro come quello usato solitamente dai greco-romani, né quello in lega usato per gli oggetti germanici. Questi risultati sembrano indicare che almeno parte del tesoro (tra cui l'anello) venne creato con oro estratto nel nord della Dacia, e potrebbe quindi rappresentare oggetti in possesso dei Goti prima della migrazione verso sud (vedi cultura di Wielbark, cultura di Černjachov). Dato che queste ipotesi possono sembrare dubbie per la tradizionale teoria dell'origine romano-mediterranea dell'anello, ulteriori ricerche sono necessarie prima di dichiarare con certezza da dove proviene il materiale usato per la costruzione.

### Sepoltura
Come per molti altri ritrovamenti dello stesso tipo, resta incerto il motivo per cui gli oggetti siano stati posti nel tumulo, nonostante siano state avanzate ipotesi plausibili. Taylor afferma che il tumulo in cui sono stati ritrovati gli oggetti era probabilmente la sede di un tempio pagano, e che secondo l'analisi delle iscrizioni rimaste (vedi Anello di Pietroasele) faceva parte di un'offerta votiva che farebbe pensare ad un paganesimo ancora attivo. Nonostante questa teoria sia stata ignorata per molto tempo, le recenti ricerche, soprattutto quelle di Looijenga (1997), hanno dimostrato che tutti gli oggetti rimasti hanno un "carattere decisamente cerimoniale". Particolarmente importante è la patera decorata con disegni di divinità probabilmente germaniche.
L'ipotesi secondo cui gli oggetti sarebbero di proprietà di Atanarico suggerisce l'idea che l'oro fosse stato sepolto nel tentativo di nasconderlo agli Unni, che avevano sconfitto i Grutungi a nord del Mar Nero, iniziando a spostarsi nel 375 verso la Dacia abitata dai Tervingi. Resta comunque incerto il motivo per cui l'oro sia rimasto sepolto, dato che il trattato di Atanarico con Teodosio I (380) gli permise di assicurare al suo popolo la protezione dei Romani prima della sua morte, avvenuta nel 381. Altri ricercatori hanno suggerito che il tesoro fosse appartenuto ad un re ostrogoto che Rusu (1984) identifica con Gainas, generale gotico dell'esercito romano ucciso dagli Unni attorno al 400. Nonostante questo possa spiegare il motivo per cui il tesoro non sarebbe stato dissotterrato, non spiega perché un vistoso tumulo sia stato scelto per contenere un così ricco tesoro.

### Datazione
Sono state ipotizzate numerose datazioni per la sepoltura del tesoro, spesso derivate da considerazioni riguardo all'origine degli oggetti stessi ed al tipo di sepoltura, nonostante l'iscrizione sia stata uno dei fattori più importanti (vedi Anello di Pietroasele). Taylor considera un intervallo tra il 210 ed il 250. Studi più recenti hanno portato gli studiosi a spostare leggermente in avanti la datazione. Coloro che sostengono l'ipotesi di Atanarico parlano della fine del IV secolo, data proposta anche da Constantinescu, mentre Tomescu data il tesoro all'inizio del V secolo.

## Contenuto
Dei ventidue pezzi, solo dodici sono sopravvissuti, conservati oggi presso il Museo nazionale di storia della Romania, a Bucarest: una grande fibula con testa d'aquila e tre più piccole, tutte tempestate di pietre semi-preziose; una patera, o piatto sacrificale, modellata con figure orfiche che circondano una dea tridimensionale seduta; una coppa a dodici lati, un anello con un'iscrizione runica gotica, un grande vassoio, due collane ed una brocca.

## Descrizione
I loro molteplici stili comprendono caratteristiche tipiche della dinastia Han cinese (fibbie per cinture), dell'Ellenismo (bocce in oro), motivi Sasanidi (cesti) e aspetti germanici (fibule). Questa varietà è tipica dell'aspetto cosmopolita della cultura di Černjachov, in una regione senza confini topografici definiti.
Quando Alexandru Odobescu pubblicò il suo libro sul tesoro, affermò che questo magnifico lavoro sarebbe potuto appartenere solo ad Atanarico (morto nel 381), capo dei Tervingi, uno dei popoli Goti. I moderni archeologi non sono in grado di collegare il tesoro a questo nome altisonante.
Il tesoro venne mandato in Russia nel dicembre 1916, quando l'esercito tedesco avanzò attraverso la Romania durante la prima guerra mondiale, e venne restituito solo nel 1956.